# David Valero
David Valero Serrano (ur. 27 grudnia 1988 w Bazie) – hiszpański kolarz górski, brązowy medalista olimpijski i srebrny medalista mistrzostw świata.

## Kariera
Pierwszy sukces w karierze osiągnął w 2015 roku, kiedy został mistrzem Hiszpanii w cross-country. Na rozgrywanych trzy lata później mistrzostwach Europy w Glasgow zdobył brązowy medal, plasując się za Szwajcarem Larsem Forsterem i Włochem Lucą Braidotem. Na igrzyskach olimpijskich w Tokio wywalczył brązowy medal w cross-country, przegrywając tylko z Thomasem Pidcockiem z Wielkiej Brytanii i Szwajcarem Mathiasem Flückigerem. Zdobył także srebrny medal na mistrzostwach świata w Les Gets w 2022 roku. Rozdzielił tam na podium Nino Schurtera ze Szwajcarii i Lucę Braidota.